# Pieter Jozef Taeymans
Pieter Jozef Taeymans (Oorderen, 3 december 1842 - Turnhout, 16 juni 1902) was een Belgische architect.

## Biografie
Taeymans volgde een opleiding te Antwerpen aan de Koninklijke Academie voor Schone Kunsten.
Als 26-jarige vestigde hij zich te Turnhout als provinciaal architect en werd er in 1873 bestuurder en leraar aan de stedelijke tekenschool van de architectuurklas. Onder zijn bestuur werden vakmannen gevormd die veel verbetering en verfraaiing hebben gebracht in de bouwsector. Verder was Pieter Taeymans in Turnhout actief als voorzitter van de kerkfabriek van de Heilig Hartparochie en als medestichter van de werkmansgilde, ‘de Maatschappij van Onderlingen Bijstand’.
Vader Taeymans schakelde moeiteloos over van de ene neostijl naar de andere. In zijn beginjaren was hij een aanhanger van het neoclassicisme, vooral voor burgerlijke gebouwen. Later bouwde hij vooral in neorenaissance (hergeboortestijl) en eclectisme (een mengeling van diverse oude stijlen en nieuwe materialen). Voor zijn religieuze bouwwerken hanteerde Pieter voornamelijk de neoromaanse en de neogotische stijl. P.J. Taeymans was geen cliché-architect. Hij herhaalde zich niet in zijn werk. Van elke woning zijn de omlijstingen van ramen en deuren, de kroonlijsten en de versierde sluitstenen boven ramen en deuren verschillend.
Hij had bijzonder veel oog voor detail en variatie. Alhoewel zijn werkkring beperkt bleef tot het arrondissement Turnhout, zo’n 52 gemeenten, werden zijn verdiensten door de Staat erkend. In 1895 werd Pieter tot Ridder der Leopoldsorde verheven en in 1899 werd hij vereerd met de burgerlijke medaille van eerste rang. Van de provincie Antwerpen kreeg hij de titel van ere-bouwmeester.

## Kerken en kapellen
- Balen-Hulsen. St.-Hubertuskerk (1897-1900).
- Geel-Bel. St.-Lambertuskerk (1877-1879). Toren: monument sinds 1953.
- Geel-Stelen. St.-Apolloniakerk (1872).
- Geel-Ten Aard. St.-Hubertuskerk (1871-1872). Verwoest ca. 1944.
- Herentals-Noorderwijk (1870-1875). Monument sinds 1998.
- Herselt-Ramsel (ca. 1889).
- Hoogstraten. Gasthuiskapel met Lourdesgrot (1883). Gesloopt.
- Hulshout. St.-Mattheuskerk (1896-1900).
- Meerhout-Gestel. O.-L.-Vrouwkerk (1870-1878).
- Meerhout-Zittaart. St.-Bavokerk (1874). Verwoest ca. 1944.
- Merksplas. St.-Willibrorduskerk (1871-1872).
- Mol-Rauw. St.-Carolus Borromeuskerk (1892-1893).
- Oosthoven. Sint-Antonius-Abtkerk: een neoromaanse kerk uit 1891-1893. Monument sinds 1999.
- Ravels-Eel. St.-Adrianuskerk (1899-1902).
- Retie. St.-Martinuskerk (1871-1874).
- Turnhout, Begijnhof. Kapel van het Heilig Aanschijn (1885-1887).
- Turnhout, Otterstraat. Clarissenkloosterkerk St.-Antonius (1887-1888).
- Turnhout, Herentalsstraat 6. Kapel van de Franse Congregatie (1897).
- Turnhout, Patersstraat 100. Minderbroederskloosterkerk (1897-1899).
- Turnhout. Otterstraat. Kapel van de Franciscanessen (ca. 1898).
- Turnhout. Heilig Hartkerk 92 meter hoog (1903-1907). Monument sinds 1999.
- Turnhout-Zevendonk. O.-L.-Vrouwkerk (1872-1874). Gesloopt 1991.
- Vosselaar. O.-L.-Vrouwkerk (1877). Monument sinds 1999.
- Westerlo-Oevel. St.-Michielkerk (ca. 1870-1875).
- Zondereigen, Rumolduskerk in 1859.

## Galerij

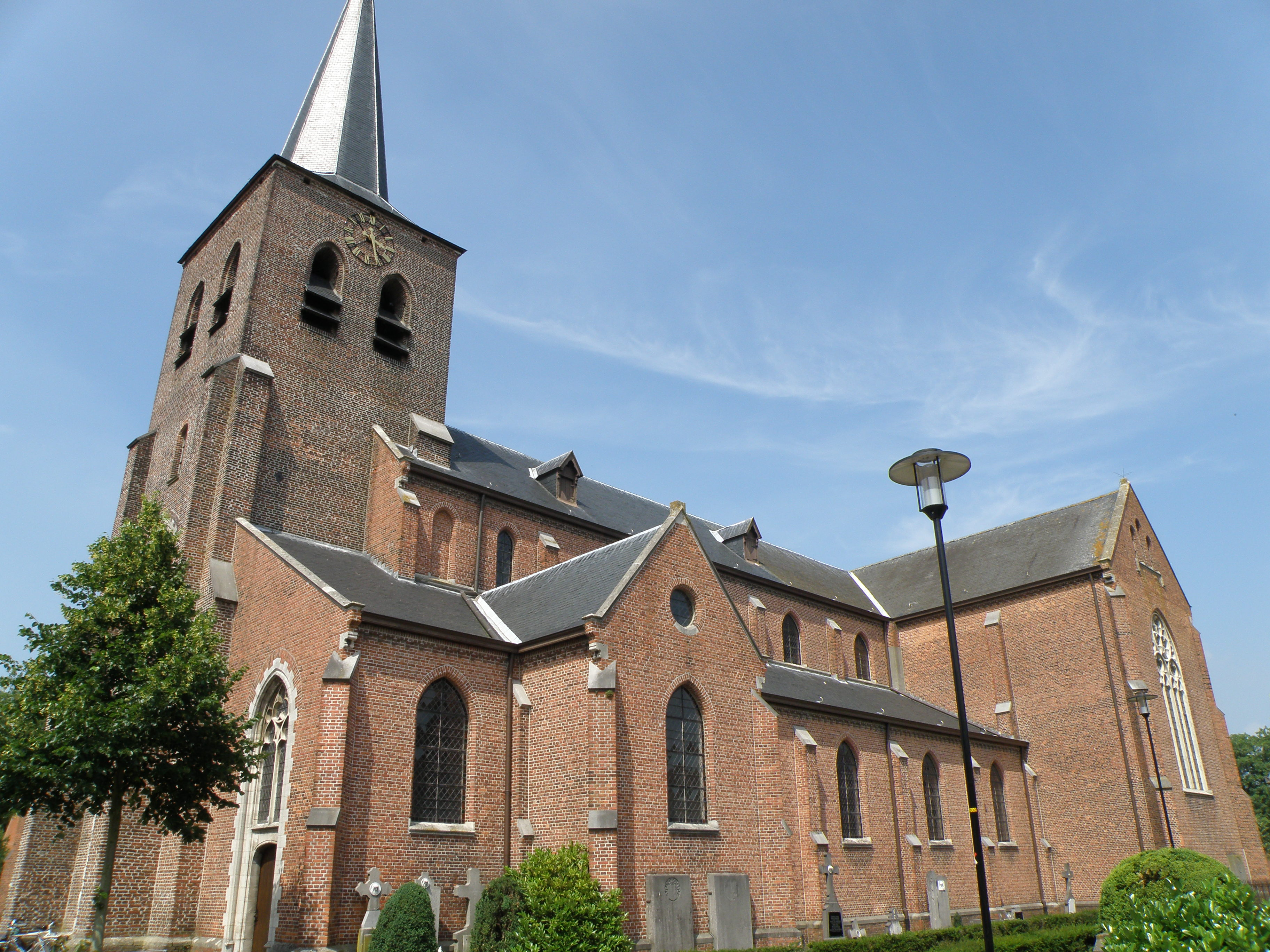
Sint-Jozefkerk - Vosselaar
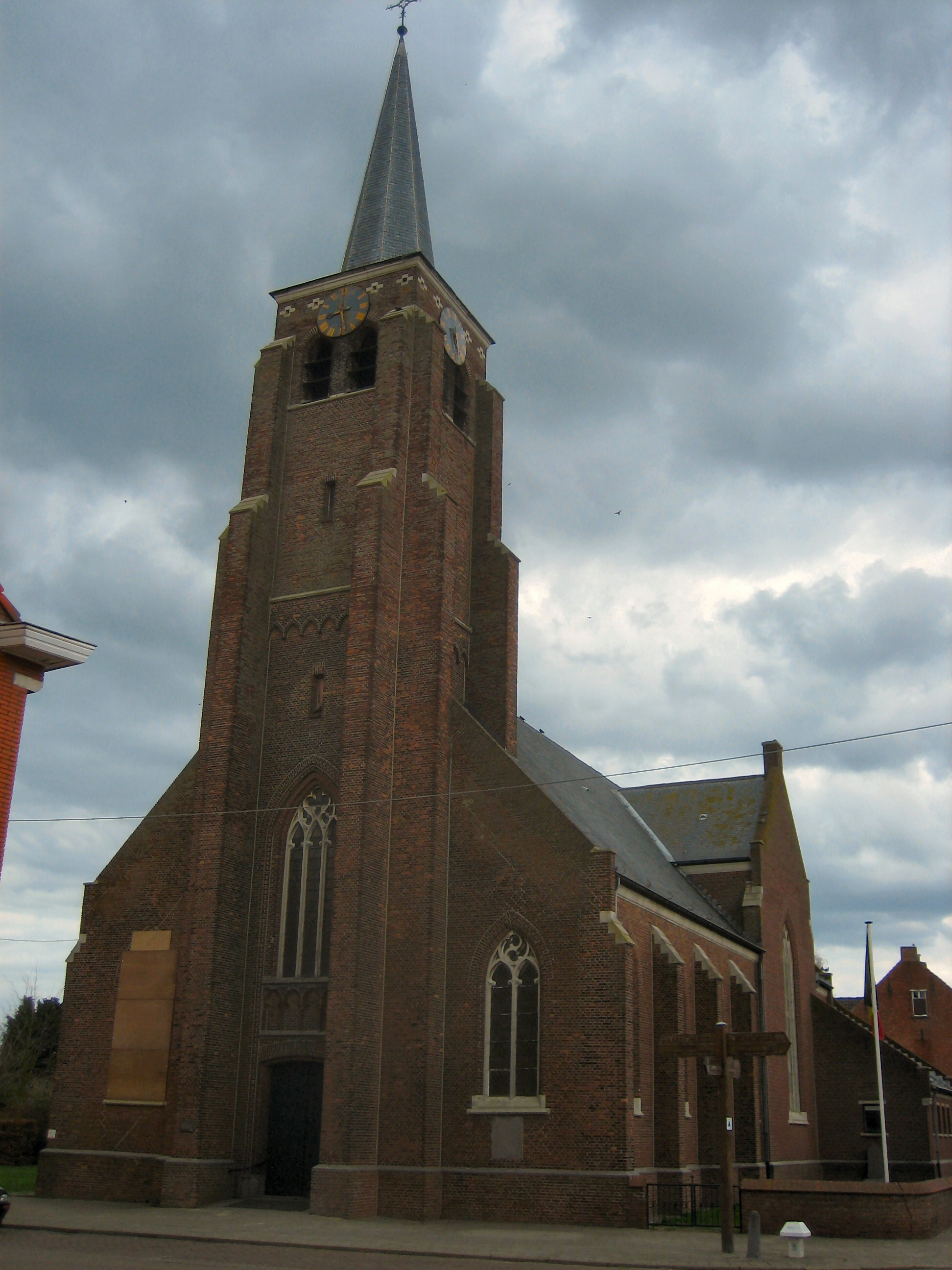
Sint-Rumolduskerk - Zondereigen
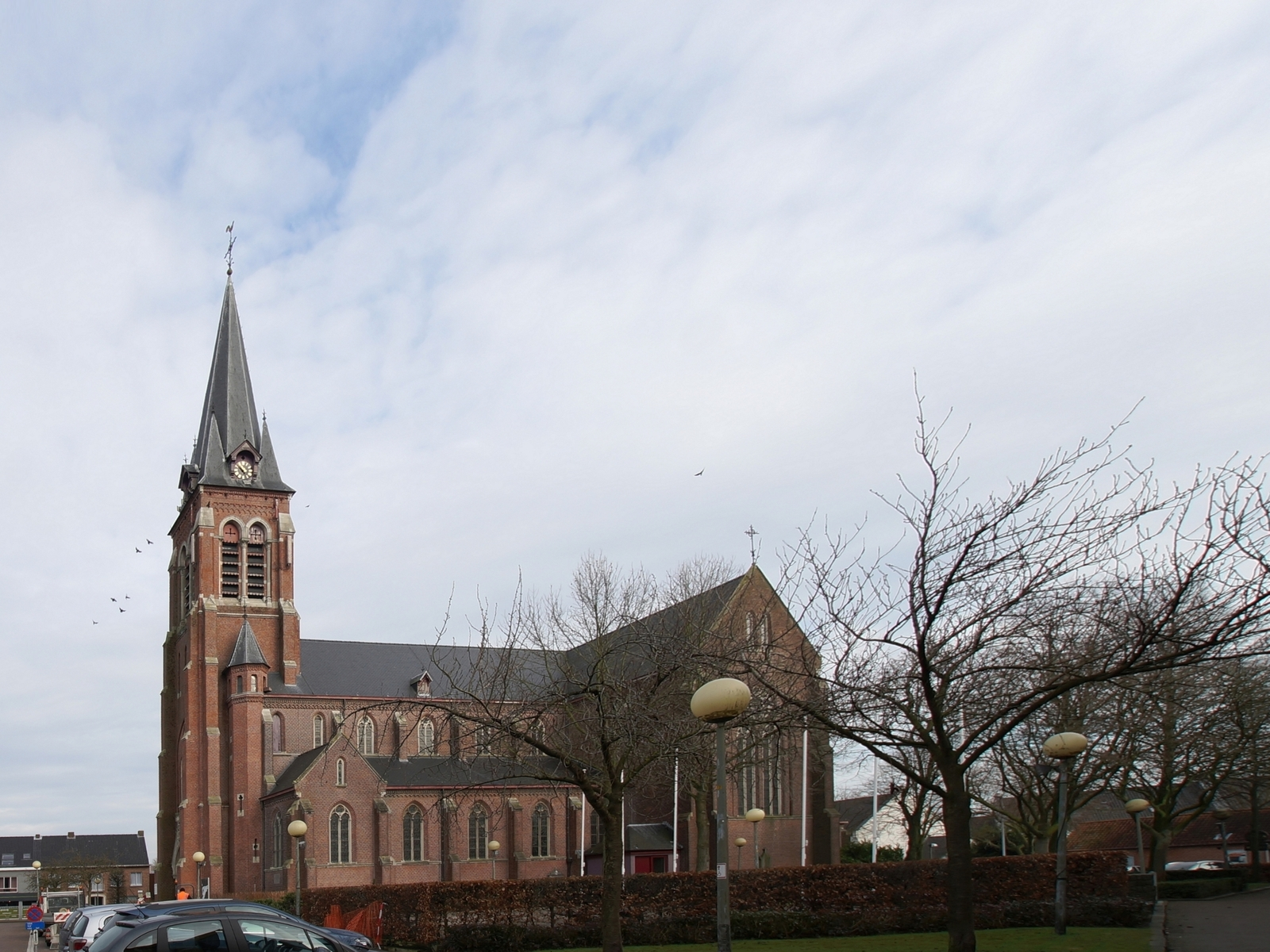
Sint-Willibrorduskerk - Merksplas
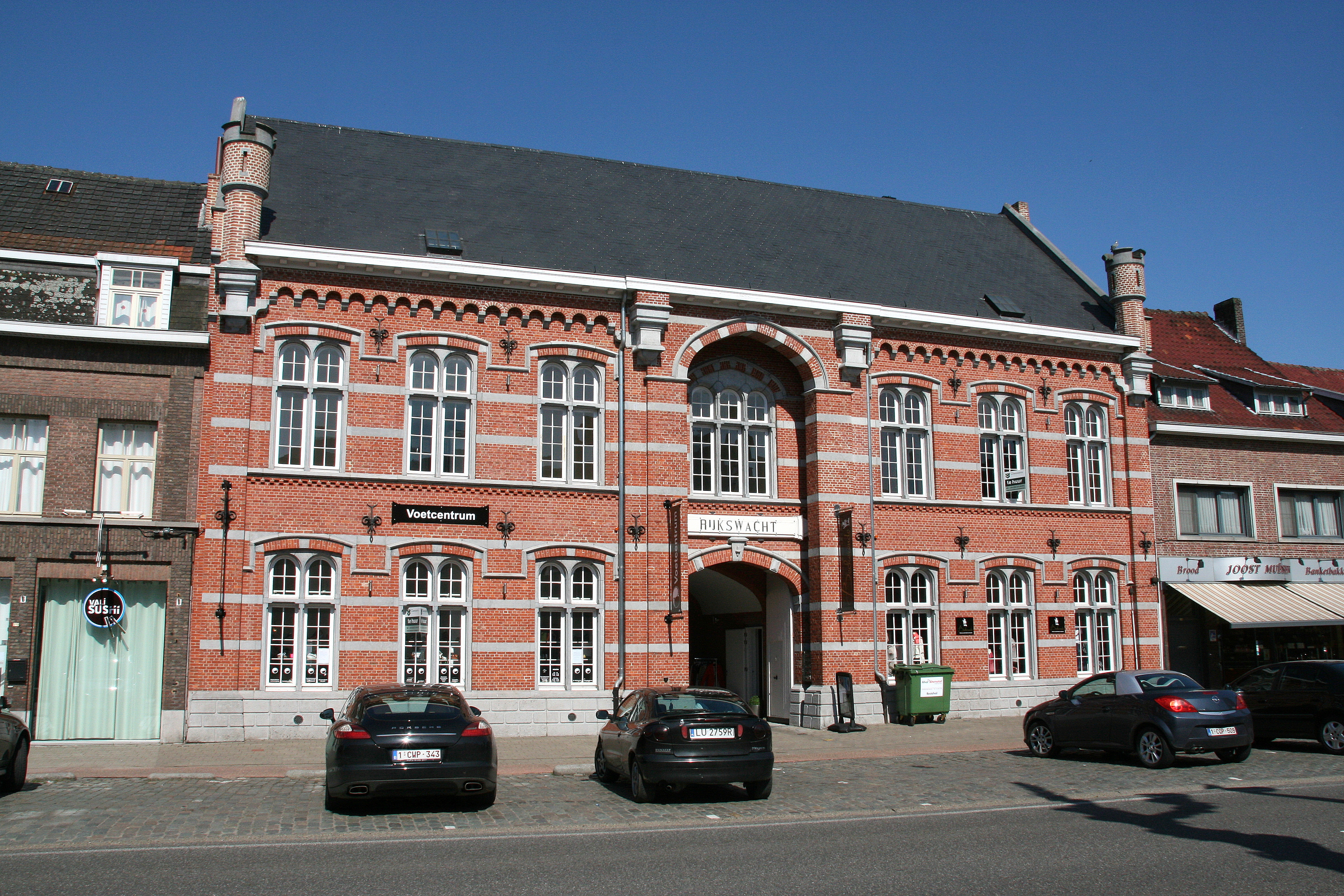
Rijkswachtkazerne - Hoogstraten
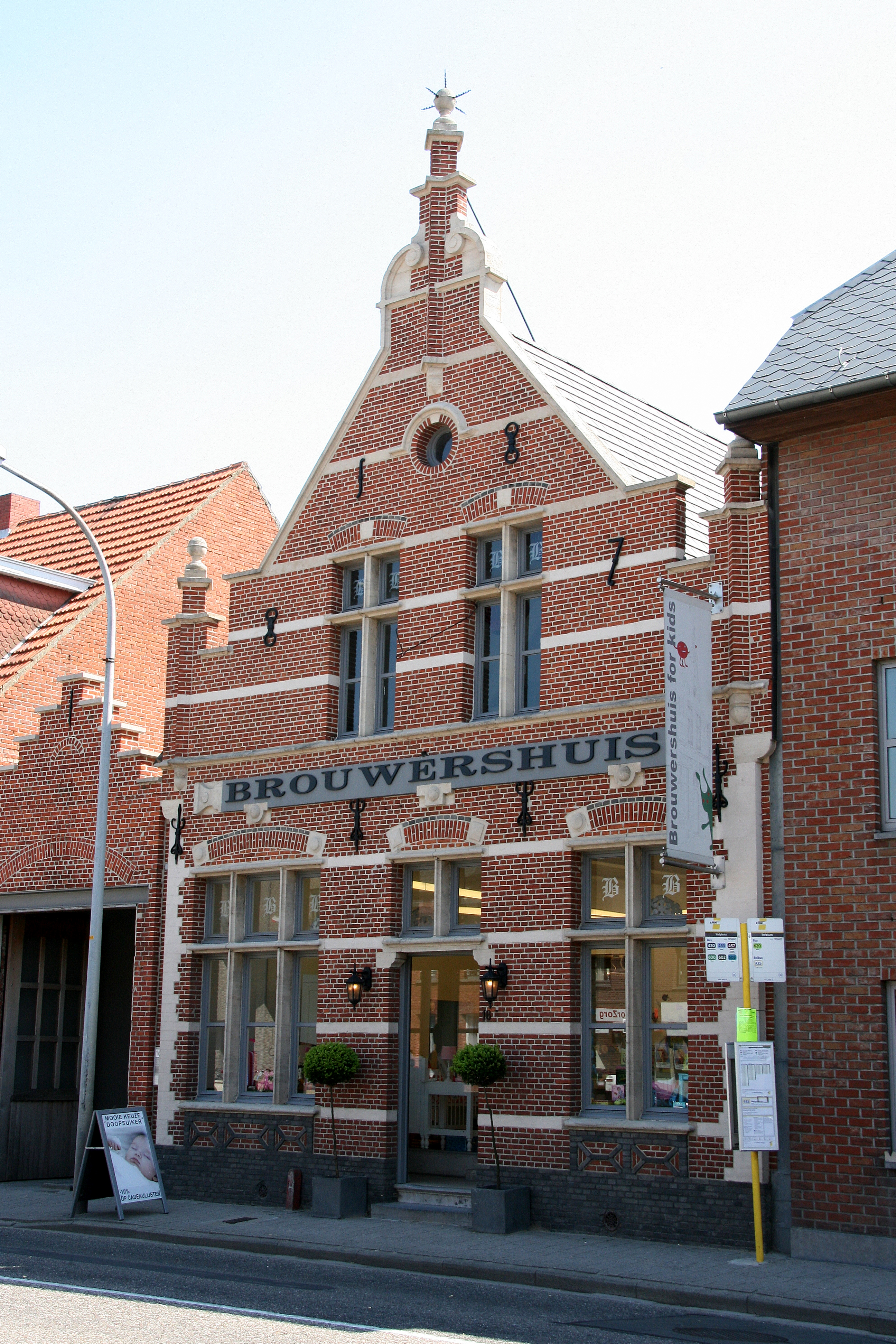
Brouwershuis - Hoogstraten
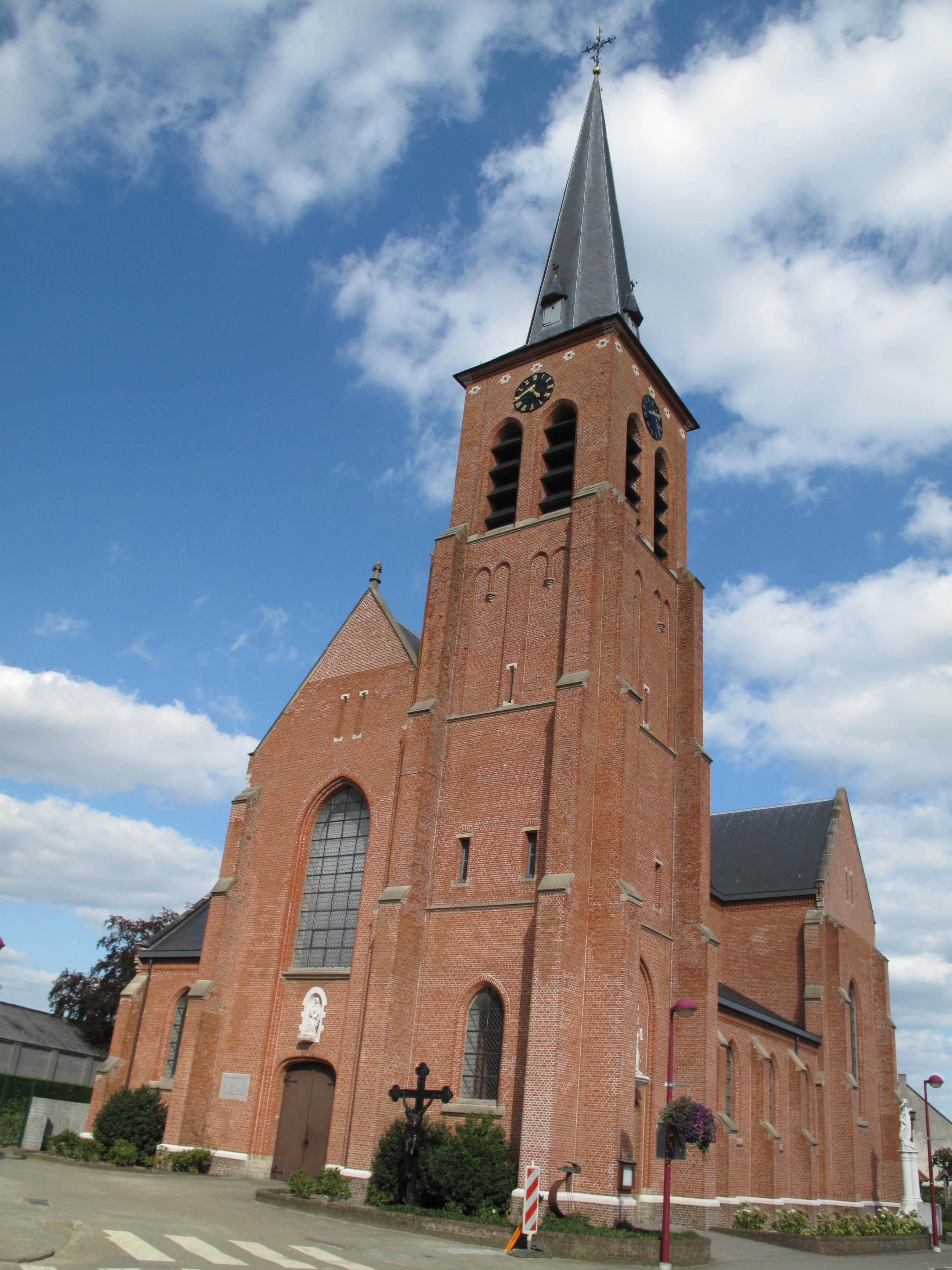
Sint-Mattheuskerk - Hulshout
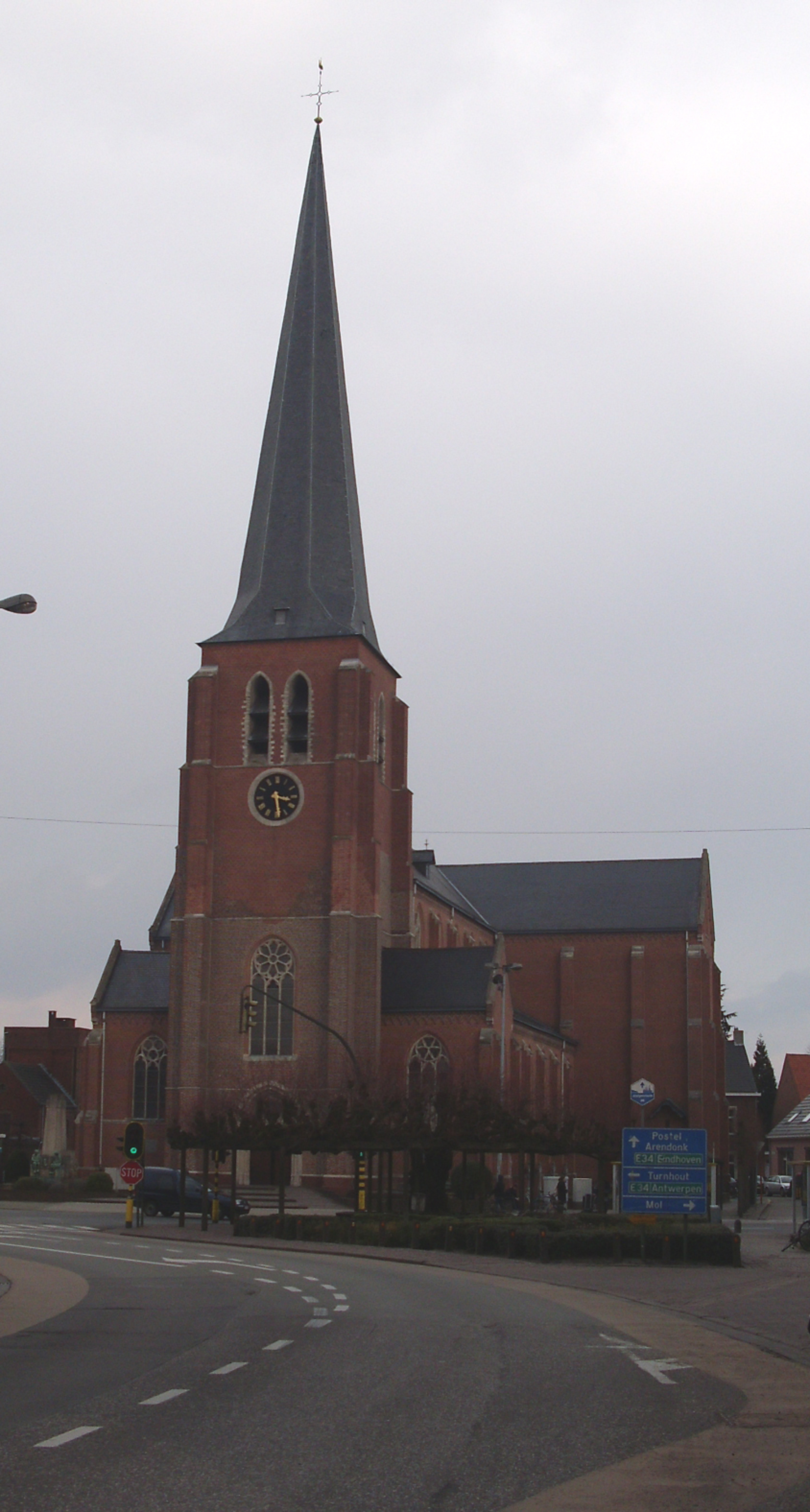
Sint-Martinuskerk - Retie
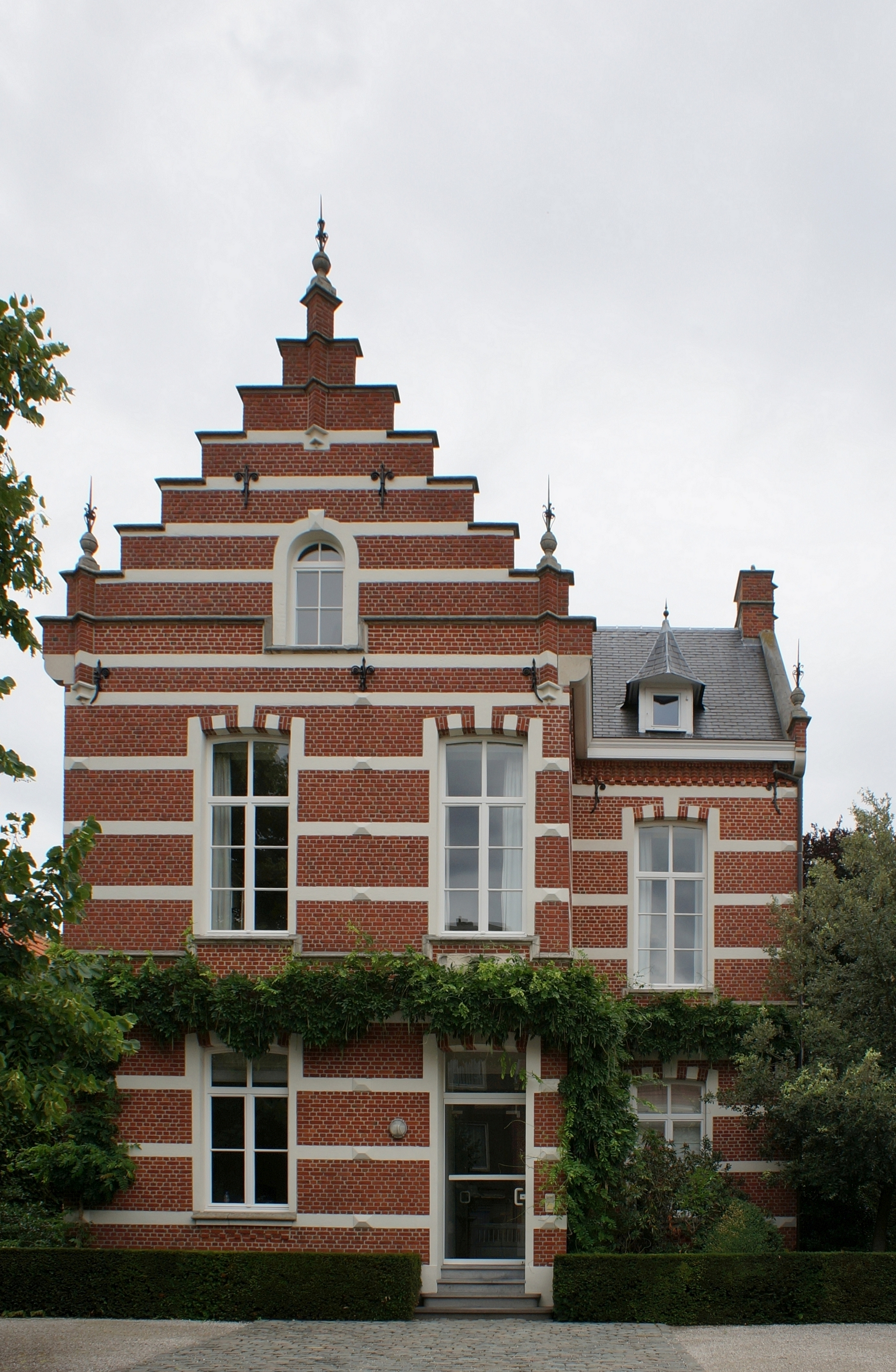
Woning van beeldhouwer Napoleon Daems (anno 1884) in de Korte Gasthuisstraat 81 - Turnhout

## Woningen
- Turnhout. Woning van beeldhouwer Napoleon Daems (1884).

## Kloosters
- Hoogstraten, Gelmelstraat. Ursulinenklooster ‘Het Spijker’ (1899).
- Turnhout, Apostoliekenstraat 26. Voormalig Jezuïetenklooster met Apostoliekenschool (1886-1887). Monument.
- Turnhout, Draaiboomstraat 6. Clarissenklooster (1882-1883).
- Turnhout, Patersstraat 100. Minderbroedersklooster (1897-1899).

## Pastorieën
- Balen-Hulsen. St.-Hubertusparochie (ca. 1873-1878).
- Geel. St.-Dimpnaparochie (1878-1879).
- Geel-Stelen. St.-Apolloniaparochie (1872-1873).
- Geel-Ten Aard. St.-Hubertusparochie (1871).
- Herentals. Begijnhof (1876-1877).
- Hoogstraten-Minderhout. St.-Clemensparochie (1896).
- Lille. St.-Pieterparochie (1894).
- Meerhout-Gestel. Onze-Lieve-Vrouwparochie (1888-1889).
- Mol-Rauw. St.-Carolus Borromeusparochie (1891).
- Mol-Sluis. St-Bernardusparochie (1892)
- Pastorie (1919) in Oosthoven.
- Oud-Turnhout. St.-Bavoparochie (1895). Monument sinds 1999.
- Westerlo-Tongerlo. St.-Annaparochie (ca. 1900).
- Westerlo-Voortkapel. Onze-Lieve-Vrouwparochie (1900-1901).

## Gemeentehuizen

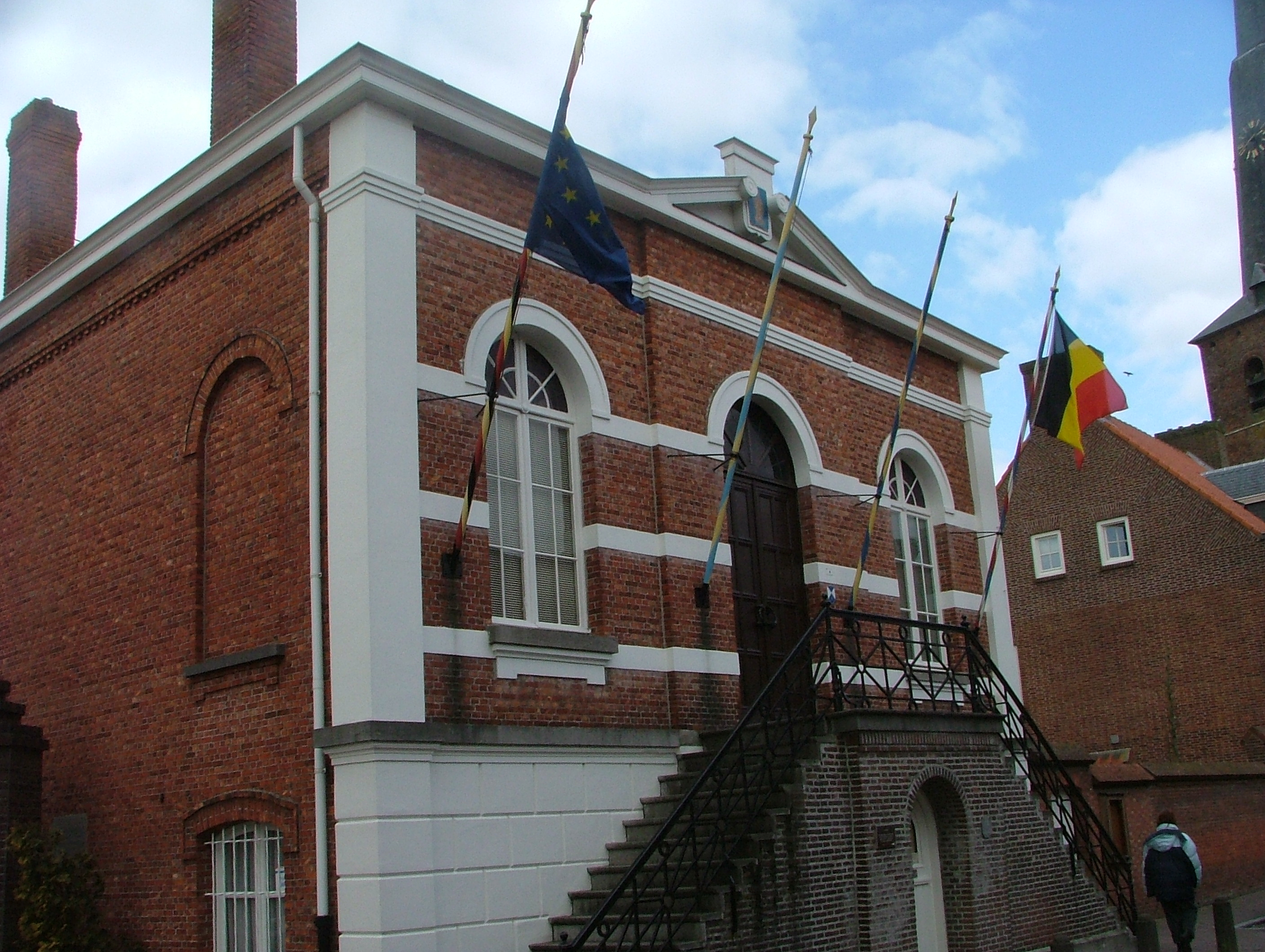
Gemeentehuis van Baarle-Hertog

- het gemeentehuis van Baarle-Hertog in 1877. Monument 1994.
- Beerse (1884). Gesloopt in 1962.
- Beerse-Vlimmeren (1902).
- Grobbendonk-Bouwel (1895-1896). Gesloopt in 1985.
- Kasterlee-Tielen (1876-1877).
- Laakdal-Eindhout (1898-1899).
- Lille-Gierle (1895-1896).
- Westerlo - Zoerle-Parwijs (ca. 1880). Gesloopt jaren 1980.